# 30 августа
30 августа — 242-й день года (243-й в високосные годы) по григорианскому календарю.
До конца года остаётся 123 дня.
До 15 октября 1582 года — 30 августа по юлианскому календарю, с 15 октября 1582 года — 30 августа по григорианскому календарю.
В XX и XXI веках соответствует 17 августа по юлианскому календарю.

## Праздники и памятные дни
См. также: Категория:Праздники 30 августа

### Международные
- ООН — Международный день жертв насильственных исчезновений
- Международный день китовой акулы[2]

### Национальные
- Казахстан — День Конституции
- Турция — День Победы.
- Татарстан — День Республики[3].

### Профессиональные
- Кыргызстан — День архивиста.
- Южная Осетия — День судебного пристава[4].

### Религиозные
Католицизм
 — Память святителя Александра Константинопольского;
 — память блаженного Альфреда Ильдефонсо, архиепископа Миланского;
 — память преподобного Фантина Чудотворца;
 — память мучеников Феликса и Адавкта;
 — память святого Паммахия, сенатора Римского.
 Православие
 — Память мученика Мирона пресвитера (250);
 — память преподобного Пимена Угрешского (1880);
 — память мучеников Фирса, Левкия, Короната и дружины их (249—251);
 — память мученика Патрокла (270—275);
 — память мучеников Павла, Иулиании и прочих с ними (ок. 273);
 — память мучеников Стратона, Филиппа, Ефтихиана и Киприана (ок. 303);
 — память преподобного Алипия, иконописца Печерского (ок. 1114);
 — память священномученика Алексия Великосельского, пресвитера (1918);
 — память священномученика Димитрия Остроумова, пресвитера (1937);
 — празднование Свенской Печерской иконы Божией Матери (1288);
 — празднование Арматийской иконы Божией Матери.

### Именины
- Православные: Алексий, Алипий, Димитрий, Евтихиан, Илья, Иулиания, Киприан, Корнут, Коронат, Левкий, Мирон, Павел, Патрокл, Пимен, Стратон, Филипп, Фирс, Юлиана[8]

## События
См. также: Категория:События 30 августа

### До XIX века
- 1700 — Россия вступила в Северную войну на стороне Северного союза.
- 1703 — произошло первое наводнение в истории Петербурга. За считанные часы вода поднялась более чем на два метра[9].
- 1756 — императрица Елизавета Петровна подписала указ о «Русском для представления трагедий и комедий театре». Так был основан один из старейших российских театров — Александринский в Санкт-Петербурге.
- 1757 — в сражении при Гросс-Егерсдорфе русская армия под командованием генерал-фельдмаршала С. Ф. Апраксина нанесла поражение прусским войскам.
- 1767 — освящена Андреевская церковь в Киеве[10].

### XIX век
- 1813 — сражение под Кульмом.
- 1829 — в Москве заложена каменная Триумфальная арка.
- 1834 — в Петербурге открыты Нарвские триумфальные ворота (архитектор В. П. Стасов).
- 1860 — в Лондоне запущен первый британский трамвай (Birkenhead Street).
- 1873 — открыта Земля Франца-Иосифа.
- 1877 — французский изобретатель-самоучка Эмиль Рено запатентовал праксиноскоп — прародитель мультипликации.

### XX век
- 1901 — английский изобретатель[11] Хьюберт Сесил Бут (Hubert Cecil Booth) запатентовал электрический пылесос.
- 1903 — венчание Александра Блока и Любови Менделеевой в церкви села Тараканова.
- 1906 — завершилось плавание норвежского исследователя Руаля Амундсена через Северо-Западный морской проход.
- 1914 — Первая мировая война: битва при Танненберге.
- 1918
  - В Петрограде поэт Леонид Каннегисер убил Моисея Урицкого[12].
  - Покушение Фанни Каплан на Владимира Ленина.
- 1920 — началась битва при Комарове (эпизод советско-польской войны) — крупнейшее кавалерийское сражение в истории. Закончилась 2 сентября решительной победой польской армии.
- 1922 — разгром турецкими войсками иностранных интервентов в сражении при Думлупынаре в ходе войны за независимость.
- 1928 — Джавахарлал Неру потребовал независимости Индии. Создана Лига независимости Индии.
- 1935 — VII конгресс Коминтерна в Москве принял тактику «единого фронта» — объединения с социал-демократами в борьбе с фашизмом.
- 1937 — После допроса в НКВД убивает себя и свою жену глава бывшей партии украинских боротьбистов Панас Любченко.
- 1940
  - В СССР испытывается первый советский паровоз без топки.
  - Свадьба английских актёров Вивьен Ли и Лоренса Оливье.
- 1942 — начало битвы при Алам эль-Халфе.
- 1943 — Красной армией от немецко-фашистских захватчиков освобождён Таганрог.
- 1944 — первое применение напалмовых бомб: уничтожение исторического центра Кенигсберга.
- 1946 — Коммунистическая партия Кореи распалась на Трудовую партию Южной Кореи и Трудовую партию Северной Кореи во главе с Ким Ду Боном
- 1954 — Франция отвергла Парижский договор о Европейском оборонном союзе, что привело к распаду этого объединения.
- 1956 — группа советских альпинистов под руководством Виталия Абалакова впервые достигла вершины Пика Победы (7439 м).
- 1957 — в СССР для иностранцев открыты пять городов.
- 1959 — корабли 4-й Тихоокеанской океанографической экспедиции прибыли к месту постоянного базирования в бухте Крашенинникова (Камчатка), ныне — город Вилючинск.
- 1963 — чтобы уменьшить риск случайной ядерной войны, между Москвой и Вашингтоном установлена «горячая линия».
- 1966 — устанавливается День работников пищевой промышленности (третье воскресенье октября).
- 1967 — начало суда над В. К. Буковским, Вадимом Делоне и Евгением Кушевым.
- 1969 — 120 000 человек собрались в Техасе на международный поп-фестиваль.
- 1973 — в Кении запрещена охота на слонов.
- 1974 — железнодорожная катастрофа в Загребе (Югославия). Погибли 153 человека, 90 ранены.
- 1980 — в Польше рабочим предоставлено право объединения в независимые профсоюзы.
- 1981 — боевики Организации моджахедов иранского народа убили президента Ирана Мохаммада Али Раджаи и премьер-министра страны Мохаммада Джавада Бахонара.
- 1986 — советские власти арестовывают журналиста Николаса Данилоффа[13] (Nicholas Daniloff) из «US News World Report» по обвинению в шпионаже.
- 1990 — принимается декларация о государственном суверенитете Республики Татарстан.
- 1991
  - Азербайджан провозгласил свою независимость.
  - Запрещена Компартия Украины.
  - Объявлено о деполитизации КГБ СССР.
- 1993 — на Эйфелеву башню поднялся 150-миллионный посетитель.
- 1995 — Йон Стефенсон фон Течнер и Гейр Иварсёй создали компанию Opera Software, которая продолжила разработку браузера. Этот день разработчики считают «днём рождения» Opera.
- 1999 — в ходе референдума подавляющее большинство населения Восточного Тимора проголосовало за независимость от Индонезии.

### XXI век
- 2001 — суд в Сан-Хосе официально выдвинул обвинение против российского программиста Дмитрия Склярова и московской компании «Элкомсофт», обвиняемых в снятии защиты с коммерческих продуктов фирмы Adobe.
- 2002
  - Генри Купрашвили в колхидо-иберийском стиле, связанный в четырёх местах по рукам и ногам, первым в истории человечества переплыл пролив Дарданеллы, проплыв 12 километров за 3 часа 15 минут.
  - Под Хабаровском был открыт уникальный по своей протяжённости мост через Амурскую протоку. Его длина — 750 метров. Это единственное подобное сооружение в России. Мост был построен в рекордные сроки — всего за месяц.
- 2006 — открыта новая станция Московского метрополитена «Международная».
- 2007 — в Москве открыта новая станция метро «Трубная».
- 2009 — белорусский Су-27 разбился на авиашоу в Польше. Пилоты погибли[14].
- 2012 — в Москве открыта новая станция метро «Новокосино».

## Родились
См. также: Категория:Родившиеся 30 августа

### До XIX века
- 1401 — Георгий Сфрандзи (ум. 1477 или после 1478), византийский историк.
- 1748 — Жак Луи Давид (ум. 1825), французский художник, придворный художник Наполеона.
- 1797 — Мэри Шелли (ум. 1851), английская писательница («Франкенштейн, или Современный Прометей»).
- 1799 — Роза Таддеи (ум. 1869), итальянская актриса и поэтесса.

### XIX век
- 1809 — Адольф Фридрих Хессе (ум. 1863), немецкий композитор и органист.
- 1836 — Роберт Гамильтон (ум. 1895), британский колониальный администратор, 6-й губернатор Тасмании (1887—1892).
- 1844 — Фридрих Ратцель (ум. 1904), немецкий географ, этнограф и социолог.
- 1852 — Якоб Хендрик Вант-Гофф (ум. 1911), нидерландский физико-химик, лауреат Нобелевской премии по химии (1901).
- 1860 — Исаак Левитан (ум. 1900), российский художник, академик ИАХ.
- 1863 — Сергей Прокудин-Горский (ум. 1944), русский фотограф, химик, изобретатель, педагог.
- 1866 — Жорж Минне (ум. 1941), бельгийский скульптор, художник и график.
- 1870 — Лавр Корнилов (погиб в 1918), российский военачальник, генерал, один из руководителей Белого движения.
- 1871 — Эрнест Резерфорд (ум. 1937), британский учёный, «отец» ядерной физики, лауреат Нобелевской премии по химии (1908).
- 1871 — Доппо Куникида (ум. 1908), японский писатель, поэт и журналист.
- 1883 — Тео ван Дусбург (настоящее имя Кристиан Кюппер; ум. 1931), нидерландский художник и теоретик искусства, один из ведущих мастеров группы «Де Стейл».
- 1884 — Теодор Сведберг (ум. 1971), шведский физико-химик, лауреат Нобелевской премии по химии (1926).
- 1887 — Рэй Каммингс (ум. 1957), американский писатель.
- 1889 — Миле Будак (казнён в 1945), хорватский писатель, во второй мировой войне организатор геноцида сербов.
- 1896
  - Рэймонд Мэсси (ум. 1983), канадский киноактёр.
  - Луиза Отто (ум. 1975), немецкая пловчиха, серебряный призёр летних Олимпийских игр (1912).
- 1898 — Ширли Бут (ум. 1992), американская актриса, обладательница кинопремии «Оскар».

### XX век
- 1907 — Джон Уильям Моучли (ум. 1980), американский инженер, один из создателей третьего в мире компьютера — UNIVAC I.
- 1909 — Лидия Сухаревская (ум. 1991), актриса театра и кино, лауреат Сталинской премии, народная артистка РСФСР.
- 1912
  - Эдвард Миллс Парселл (ум. 1997), американский физик, открывший ядерный магнитный резонанс, лауреат Нобелевской премии (1952).
  - Нэнси Уэйк (ум. 2011), агент Маки французского Сопротивления, «белая мышь», в 1943 г. самый разыскиваемый гестапо человек, обладательница наибольшего количества наград среди женщин-солдат армий Союзников во Второй мировой войне.
- 1913 — Ричард Стоун (ум. 1991), английский экономист, лауреат Нобелевской премии (1984).
- 1917 — Владимир Кириллович (ум. 1992), великий князь, претендент на российский престол.
- 1918 — Михаил Рожков (ум. 2018), советский и российский балалаечник-виртуоз, народный артист России.
- 1920 — Леонид Шварцман (ум. 2022), советский и российский режиссёр и художник-мультипликатор.
- 1923 — Вик Сейшас (ум. 2024), американский теннисист, 3-я ракетка мира в 1953 году. Победитель 15 турниров Большого шлема во всех разрядах, в том числе победитель Уимблдонского турнира (1953) и чемпион США (1954) в одиночном разряде. Обладатель (1954) и 6-кратный финалист Кубка Дэвиса со сборной США. Член Международного зала теннисной славы (1971).
- 1927 — Дмитрий Жуков (ум. 2015), советский и российский писатель, переводчик.
- 1934
  - Александр Аронов (ум. 2001), советский и российский поэт («Если у вас нету тети…»), журналист газеты «Московский комсомолец».
  - Анатолий Солоницын (ум. 1982), актёр театра и кино, заслуженный артист РСФСР.
- 1935 — Джон Филлипс (ум. 2001), певец и композитор, основатель американской группы «The Mamas and the Papas».
- 1937
  - Лариса Кадочникова, советская и украинская актриса театра и кино, народная артистка Украины, народная артистка РФ.
  - Брюс Макларен (погиб в 1970), новозеландский автогонщик «Формулы-1», основатель команды «Макларен».
- 1939 — Джон Пил (настоящее имя Джон Роберт Паркер Рейвенскрофт; ум. 2004), британский радиоведущий (радио Би-би-си) и диск-жокей.
- 1943 — Жан-Клод Килли, французский горнолыжник, трёхкратный олимпийский чемпион (1968).
- 1946 — Пегги Липтон (ум. 2019), американская актриса, певица и модель.
- 1948
  - Виктор Скумин, советский и российский учёный, профессор, описавший болезнь, позже названную синдромом Скумина.
  - Анна Фроловцева, советская и российская актриса, заслуженная артистка России.
- 1953 — Роберт Пэриш, американский баскетболист, четырёхкратный чемпион НБА, член Баскетбольного Зала славы.
- 1954 — Александр Лукашенко, президент Беларуси (с 1994).
- 1955 — Бутч Джонсон (ум. 2024), американский стрелок из лука, олимпийский чемпион (1996) чемпион мира (2001).
- 1958 — Анна Политковская (убита в 2006), российская журналистка и правозащитница.
- 1963 — Пол Окенфолд, британский продюсер, один из наиболее высоко оплачиваемых транс-диджеев во всём мире.
- 1967 — Тимур Кизяков, советский и российский телеведущий, автор и ведущий программы «Когда все дома».
- 1968
  - Слава Жеребкин, российский певец, музыкант, солист группы «На-На».
  - Владимир Малахов, советский и российский хоккеист, чемпион мира (1990), олимпийский чемпион (1992).
- 1969 — Алексей Фомкин (ум. в 1996), советский актёр («Гостья из Будущего»)
- 1972 — Кэмерон Диас, американская топ-модель и актриса («Маска», «Ангелы Чарли» и др.).
- 1972 — Павел Недвед, чешский футболист.
- 1975 — Марина Анисина, российская и французская фигуристка (танцы на льду), чемпионка мира (2000) и Олимпийских игр (2002).
- 1977 — Феликс Санчес, доминиканский легкоатлет, двукратный олимпийский чемпион в беге на 400 м с/б.
- 1981 — Томаш Маевский, польский толкатель ядра, двукратный олимпийский чемпион.
- 1982
  - Алина Думитру, румынская дзюдоистка, олимпийская чемпионка (2008).
  - Энди Роддик, американский теннисист, экс-первая ракетка мира.
- 1983
  - Йонне Аарон, финский певец, гитарист, автор песен, лидер группы «Negative».
  - Джим Миллер, американский боец смешанных боевых искусств.
- 1985
  - Лизель Джонс, австралийская пловчиха, трёхкратная олимпийская чемпионка, многократная чемпионка мира.
  - Анастасия Задорожная, российская киноактриса, певица и фотомодель.
- 1986 — Тео Хатчкрафт, британский музыкант, вокалист группы «Hurts».
- 1988 — Тихон Жизневский, российский актёр театра и кино.
- 1989
  - Богдан Бондаренко, украинский прыгун в высоту, чемпион мира.
  - Биби Рекса (наст. имя Блета Рекса), американская певица и автор песен, музыкальный продюсер.
- 1991 — Мария Иващенко, российская актриса мюзикла, театра, кино, озвучивания и дубляжа.
- 1992 — Джессика Хенвик, английская актриса сингапурского происхождения.
- 1993 — Пако Алькасер, испанский футболист.

## Скончались
См. также: Категория:Умершие 30 августа

### До XIX века
- 1114 — Алипий Печерский, первый русский иконописец.
- 1483 — Людовик XI (р. 1423), король Франции (1461—1483), из династии Валуа.
- 1529 — Хуан дель Энсина (наст. фамилия де Фермоселье; р. 1468), испанский поэт, композитор, основоположник испанской драмы Возрождения («Действо о драке», «Эклога о карнавале» и др.).
- 1533 — Александр Свирский (в миру Амос; р. 1448), русский православный святой.
- 1622 — Ксения Годунова (р. 1582), русская царевна, дочь царя Бориса Годунова, внучка Малюты Скуратова и сестра царя Фёдора.
- 1751 — Кристофер Польхем (р. 1661), шведский учёный, изобретатель и промышленник.
- 1767 — граф Александр Бутурлин (р. 1694), русский военачальник, генерал-фельдмаршал.

### XIX век
- 1842 — Екатерина Загряжская (р. 1779), русская дворянка, фрейлина из рода Загряжских, тётка жены А. С. Пушкина.
- 1856 — Гилберт Эббот Э-Беккет (р. 1811), британский писатель-сатирик.
- 1869 — Пётр Ершов (р. 1815), русский поэт, прозаик, драматург, автор сказки в стихах «Конёк-Горбунок».
- 1874 — Андрей Муравьёв (р. 1806), русский духовный писатель, поэт, драматург, церковный и общественный деятель.
- 1885 — Эмиль Эггер (р. 1813), французский филолог и историк.
- 1887 — Матвей Глаголев (р. 1828), русский военный врач, доктор медицины, участник Крымской войны.
- 1890 — Марианна Норт (р. 1830), английская путешественница и художница.
- 1896 — князь Алексей Лобанов-Ростовский (р. 1824), русский дипломат и генеалог.

### XX век
- 1914 — застрелился Александр Самсонов (р. 1859), русский военный и государственный деятель, генерал от кавалерии.
- 1917 — Алан Лео (настоящее имя Уильям Фредерик Аллан; р. 1860), английский астролог.
- 1918 — убит Моисей Урицкий (р. 1873), российский революционер, председатель Петроградской ЧК.
- 1919 — убит Николай Щорс (р. 1895), офицер русской армии, герой Гражданской войны, красный командир.
- 1928 — Вильгельм Вин (р. 1864), немецкий физик, лауреат Нобелевской премии (1911).
- 1935 — Анри Барбюс (р. 1873), французский писатель («Огонь», «Свет из бездны», «Сталин», «Правдивые истории»).
- 1938 — Макс Фактор (р. 1877), американский парфюмер еврейского происхождения, выходец из Российской империи, основатель косметической компании «Max Factor».
- 1940 — Джозеф Джон Томсон (р. 1856), английский физик, открывший электрон, лауреат Нобелевской премии (1906).
- 1946 — казнены по приговору суда по «делу атамана Семёнова»:
  - Алексей Бакшеев (р. 1873), русский казачий офицер, генерал-лейтенант Белой армии;
  - Лев Власьевский (р. 1884), русский военачальник периода Гражданской войны, генерал-лейтенант Белой армии;
  - Иван Михайлов (р. 1891), российский политик и государственный деятель, министр финансов правительства А. В. Колчака;
  - Константин Родзаевский (р. 1907), лидер Всероссийской фашистской партии;
  - Григорий Семёнов (р. 1890), казачий атаман, деятель Белого движения в Забайкалье и на Дальнем Востоке, генерал-лейтенант Белой армии;
  - Борис Шепунов (р. 1897), русский офицер, участник Белого движения.
- 1957 — Алексей Костяков (р. 1887), известный российский учёный, основоположник отечественной мелиоративной науки.
- 1970 — Абрахам Запрудер (р. 1905), американский бизнесмен, заснявший на киноплёнку убийство президента Джона Кеннеди.
- 1976 — Пётр Кошевой (р. 1904), маршал Советского Союза, дважды Герой Советского Союза.
- 1977
  - Всеволод Рождественский (р. 1895), русский советский поэт, переводчик, журналист, военный корреспондент.
  - Владимир Трибуц (р. 1900), советский адмирал, командующий Балтийским флотом (1939—1947).
- 1983 — Александр Ханов (р. 1904), советский актёр театра и кино, народный артист СССР.
- 1991 — Жан Тенгели (р. 1925), швейцарский скульптор, представитель кинетического искусства.
- 1993 — Марк Лисянский (р. 1913), советский поэт-песенник.
- 1994 — Линдсей Андерсон (р. 1923), английский режиссёр театра, кино и телевидения, кинокритик, лауреат премии «Оскар» и др. наград.
- 1995 — Стерлинг Моррисон (р. 1942), американский певец, гитарист, автор песен, участник рок-группы «The Velvet Underground».
- 1997
  - Эрнест Вилимовский (р. 1916), польский и немецкий футболист.
  - Фрунзе Довлатян (р. 1927), армянский актёр, кинорежиссёр, сценарист, народный артист СССР.
- 1998 — Жюльен Грин (р. 1900), французский писатель американского происхождения.
- 1999 — Дементий Шмаринов (р. 1907), график, народный художник СССР, лауреат Государственной премии.

### XXI век
- 2003 — Чарльз Бронсон (урожд. Чарльз Деннис Бучинский; р. 1921), американский актёр кино и телевидения.
- 2006
  - Игорь Кио (при рожд. Гиршфельд; р. 1944), советский и российский артист цирка, иллюзионист, народный артист РФ.
  - Александр Руденко-Десняк (р. 1936), украинский и российский журналист и общественный деятель.
  - Гленн Форд (р. 1916), канадско-американский актёр кино и телевидения.
- 2007 — Игорь Новиков (р. 1929), советский пятиборец, двукратный олимпийский чемпион, 4-кратный чемпион мира.
- 2010
  - Франсиско Варальо (р. 1910), легендарный аргентинский футболист, бронзовый призёр чемпионата мира (1930).
  - Ален Корно (р. 1943), французский кинорежиссёр, продюсер и сценарист.
- 2011 — Алла Баянова (р. 1914), румынская, советская и российская эстрадная певица, композитор, народная артистка России.
- 2012 — Игорь Кваша (р. 1933), актёр театра и кино, режиссёр, телеведущий, народный артист РСФСР.
- 2013 — Шеймас Хини (р. 1939), ирландский писатель, поэт, переводчик, лауреат Нобелевской премии (1995).
- 2015
  - Уэс Крэйвен (р. 1939), американский кинорежиссёр, продюсер, сценарист, известный работами в жанре ужасов.
  - Оливер Сакс (р. 1933), американский невролог и нейропсихолог.
  - Михаил Светин (при рожд. Гольцман; р. 1930), советский и российский актёр театра и кино, народный артист РФ.
- 2016
  - Марк Рибу (р. 1923), французский фотограф, фотокорреспондент, мастер репортажной съёмки.
  - Вера Чаславска (р. 1942), чехословацкая гимнастка, 7-кратная олимпийская чемпионка, 4-кратная чемпионка мира, 10-кратная чемпионка Европы.
- 2018 — Иосиф Кобзон (р. 1937), эстрадный певец и политический деятель, народный артист СССР.
- 2020
  - Нина Бочарова (р. 1924), советская гимнастка, олимпийская чемпионка (1952).
  - Анатолий Прохоров (р. 1948), российский кино- и телепродюсер, один из создателей «Смешариков» и студии «Пилот».
- 2021 — Всеволод Овчинников (р. 1926), журналист-международник, востоковед, автор книг «Ветка сакуры» и «Корни дуба».
- 2022 — Михаил Горбачёв (р. 1931), советский государственный деятель, последний руководитель СССР (1985—1991).
- 2024 — Робертас Жулпа (р. 1960), советский пловец, олимпийский чемпион (1980), неоднократный чемпион Европы. Заслуженный мастер спорта СССР (1980).

## Приметы
Мирон-ветрогон. Тихон. Вдовьи помочи.
- Если утром туман и роса, то погода на Мирона будет хорошая.
- Начинается листопад: первой начинает «скидывать» листья берёза, следом липа, вяз и черёмуха[15].
- Усиливаются осенние ветры.
- Тихон дует тихо — Мирон отдыхает.
- На Мирона не отсеешься — на следующий год соберёшь одни цветочки.
- На вдовий двор — хоть щепку кинь (хоть немного, но помоги).